# Grupo Español de Cáncer de Pulmón
El Grupo Español de Cáncer de Pulmón (GECP) es un grupo oncológico independiente, cooperativo y multidisciplinar, cuyo propósito es promover el estudio y la investigación en cáncer de pulmón e incorporar los avances en el tratamiento de la enfermedad en la práctica clínica diaria. Desde su fundación en 1991, el GECP ha llevado a cabo más de 80 estudios y ensayos clínicos, con una muestra de más de 18.000 pacientes de toda España y ha publicado más de 100 artículos científicos. En 2016 promovió la creación del primer registro de cáncer de pulmón de España.

## Estructura
El grupo está formado por más de 525 especialistas de toda España vinculados con el tratamiento y la investigación en cáncer de pulmón, en mayor parte oncólogos médicos, aunque también se incluyen especialistas en cirugía torácica, oncología radioterápica e investigadores básicos especializados. Aglutina una red de más de 177 centros hospitalarios públicos y privados repartidos por todo el territorio español que realizan sus investigaciones de manera coordinada.

## Historia
El Grupo Español de Cáncer de Pulmón (GECP) fue fundado en Córdoba (España), en el año 1991 por un grupo de médicos vinculados por el tratamiento del cáncer de pulmón, que deciden crear el GECP como herramienta que les permita dar respuesta a algunas de las necesidades/carencias que habían detectado en su labor clínica diaria. En aquel momento el GECP definió un conjunto de objetivos y líneas de trabajo que lo han consolidado como entidad independiente y referente en lo que se refiere el estudio y la investigación del cáncer de pulmón; favorecer el trabajo multidisciplinar y la coordinación entre diferentes centros y especialistas para comunicar e integrar los nuevos avances en la investigación básica y clínica, potenciar la investigación traslacional, posibilitar el desarrollo de protocolos y nuevas líneas de investigación, facilitar el acceso temprano a nuevos tratamientos y fármacos, incrementar los estándares de calidad en la práctica clínica y aumentar el nivel asistencial a los pacientes así como crear itinerarios específicos para cada paciente y buscar, de este modo, terapias más efectivas que mejoren la calidad de vida de los enfermos y aumenten las tasas de supervivencia.

## Hospitales asociados y colaboraciones
El GECP ha ido sumando hospitales de toda España que realizan sus investigaciones de manera coordinada. En la actualidad, cuenta con más de 177 hospitales miembros, pertenecientes a 47 provincias de toda España, de los cuales más de 60 son centros con cirugía torácica y alrededor de 50 cuentan con un laboratorio e Investigación básica. Por otro lado, colabora activamente con grupos de trabajo de investigación a nivel internacional:
- European Thoracic oncology platform (ETOP)
- Groupe Français de Pneumo-Cancérologie (GFPC)
- Assozziazione Italiana Oncologia Toracica (AIOT)
- Manchester NHS Foundation
- Nederlandse Vereniging van Artsen voor Longziekten en Tuberculose (NVALT)
- Lung Cancer Group Cologne
- Canadian Cancer Trials Group (CTG)
- Institut Gustave Roussy

## Actividad científica
El Grupo se encuentra entre los grupos de trabajo más activos a nivel internacional en el campo del cáncer de pulmón. De hecho, algunos de los estudios desarrollados por el GECP han sido determinantes en los cambios de la práctica asistencial de los pacientes y en el uso de determinados fármacos relacionados con la mutación del gen EGFR.
Algunos de los ensayos clínicos más relevantes promovidos por el GECP:
- GILT. Primera investigación randomizada en el mundo que equiparaba el tratamiento habitual frente al tratamiento individualizado en base al análisis genético. Los resultados de este estudio, que incluyó 443 pacientes con enfermedad avanzada, mostraron una superior respuesta en pacientes que recibieron tratamiento individualizado, lo que abre nuevas expectativas en el tratamiento de la enfermedad. Fue publicado en la revista Journal of Clinical Oncology (JCO)
- NATCH. Estudio que analiza, en pacientes con cáncer de pulmón en estadios precoces, los resultados de aplicar tres vías de tratamiento: solamente cirugía, quimioterapia preoperatoria seguida de cirugía o cirugía seguida de quimioterapia post-operatoria. El estudio Natch, fue el primer estudio de estas características que logró completarse en el mundo. Fue publicado en la revista Journal of Clinical Oncology (JCO)[4]
- SLADB: primer estudio europeo a gran escala sobre el impacto de la mutación del gen EGFR en el tratamiento del cáncer de pulmón. En este estudio, publicado en la revista The New England Journal of Medicine (NEJM), el GECP evaluó en más de 2.100 pacientes la viabilidad de detectar las posibles mutaciones del denominado Receptor de Factor de Crecimiento Epidérmico (EGFR).[5]
- EURTAC: Estudio que constató el beneficio de un fármaco oral frente a la quimioterapia tradicional en pacientes que registraban mutación del gen EGFR, presente en el 16% de los casos y que representan el 16% del total de enfermos.[6] El estudio que analizó la muestra de 1.200 pacientes y en el que colaboraron investigadores franceses e italianos fue publicado en la revista The Lancet Oncology.

## Registro de Tumores Torácicos: Primer mapa del cáncer de pulmón en España
El registro de Tumores Torácicos del GECP, promovido a nivel independiente por el GECP, es un proyecto iniciado en 2016, pionero en España, que pretende mediante la recogida de datos en línea de forma prospectiva y retrospectiva, conocer la epidemiología descriptiva del cáncer de pulmón y otros tumores torácicos en España así como datos clínicos, histológicos, diagnósticos, tratamientos recibidos y factores pronósticos que permitan llevar a cabo el primer estudio epidemiológico sobre el cáncer de pulmón en España. Es un proyecto abierto a todos los hospitales del estado español.